# Golf de Carpentària

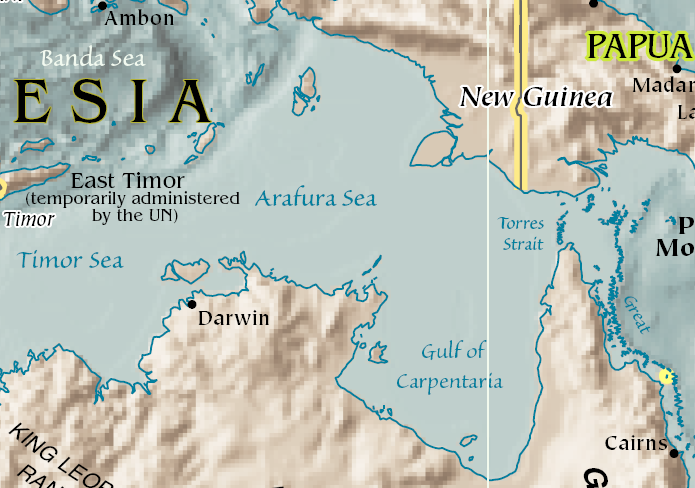
El Golf de Carpentària

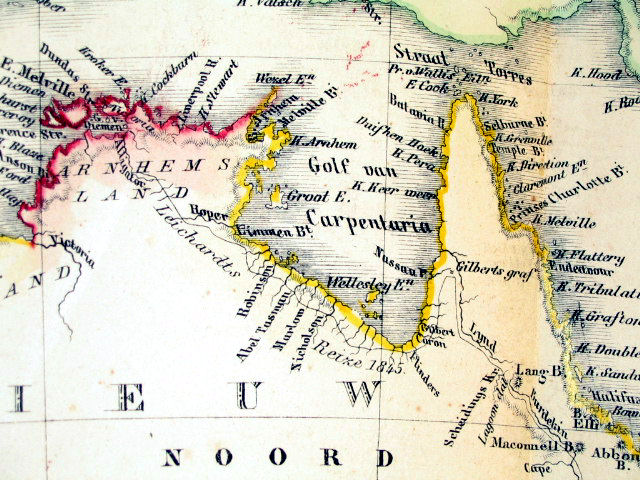
Mapa holandès del 1859 mostrant el Golf de Carpentària.

El Golf de Carpentària és una ampla badia al nord del continent australià emmarcada per tres costats al nord d’Austràlia i limita al nord amb el Mar d'Arafura oriental, que separa Austràlia i Nova Guinea. El límit nord es defineix generalment com una línia des de Slade Point, Queensland (la cantonada nord-oest de la península del Cap York) al nord-est, fins al cap Arnhem a la península de Gove, Territori del Nord (el punt més oriental de la Terra d'Arnhem) a l'oest.
A la seva desembocadura, el golf té 590 km d'ample, i més al sud, 675 km. La longitud nord-sud supera els 700 km. Cobreix una superfície d'aigua d'uns 300.000 km². La profunditat general és d'entre 55 i 66 m i no supera els 82 m. El rang de marea al golf de Carpentaria és d'entre 2 i 3 m. El golf i la plataforma Sahul adjacent eren terres emergides al pic de l'últim període glacial fa 18.000 anys, quan el nivell del mar global era al voltant dels 120 m per sota de la seva posició actual. En aquella època un gran llac poc profund ocupava el centre del que avui és el golf. El golf acull una zona d'esculls de corall submergit que només va ser reconeguda l'any 2004.
Dins la badia hi ha les illes Wellesley, el grup de les Sir Edward Pellew i Groote Eylandt. La navegació hi és difícil per raó de la poca profunditat.

## Exploració
Yulluna (també conegut com Yalarnga, Yalarrnga, Jalanga, Jalannga, Wonganja, Gunggalida, Jokula) és una llengua aborigen australiana. La regió lingüística Yulluna inclou els límits del govern local de la Comarca de Cloncurry.
Kayardild (també conegut com Kaiadilt i Gayadilta) és una llengua del golf de Carpentaria. La regió lingüística de Kayardild inclou el paisatge dins dels límits del govern local del Mornington Shire Council.
El primer explorador europeu que va visitar la regió (i Austràlia) va ser l'holandès Willem Janszoon (el nom del qual també s'escriu com a Jansz) en el seu viatge de 1605–06. El seu compatriota, Jan Carstenszoon (o Carstensz), va visitar el 1623 i va batejar el golf en honor de Pieter de Carpentier, en aquell moment Governador General de les Índies Orientals Neerlandeses. Abel Tasman també va explorar la costa el 1644. La regió va ser explorada i cartografiada més tard pel navegant anglès Matthew Flinders el 1802 i el 1803.
La primera expedició terrestre que va arribar al Golf va ser l’expedició Burke and Wills, dirigida per Robert O'Hara Burke i William John Wills, que va sortir de Melbourne, Victòria l'agost de 1860 i va arribar a la desembocadura del riu Bynoe el febrer de 1861. Tanmateix, tots dos homes van morir en el viatge de tornada.

## Geografia

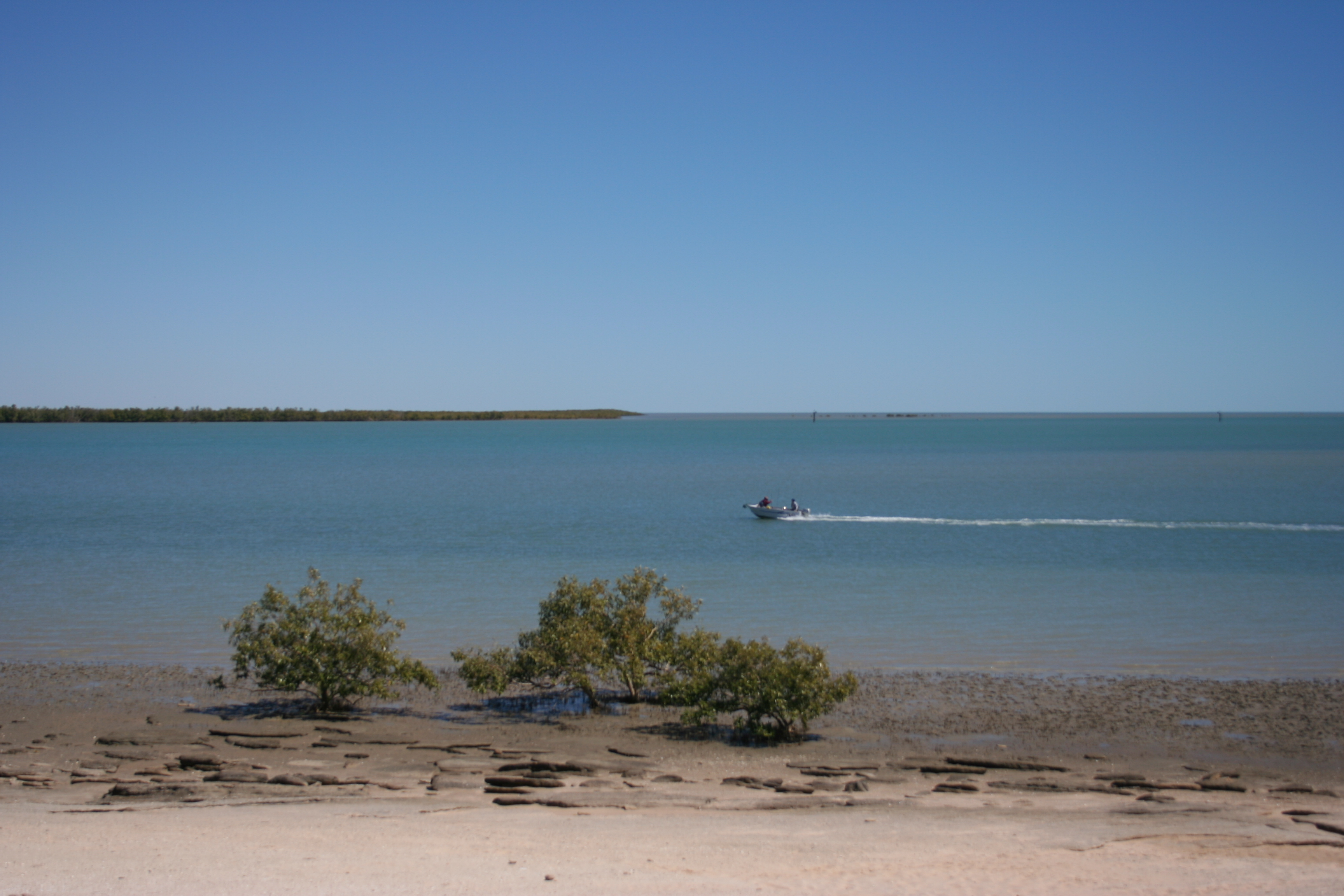
Karumba Beach, Karumba, Queensland

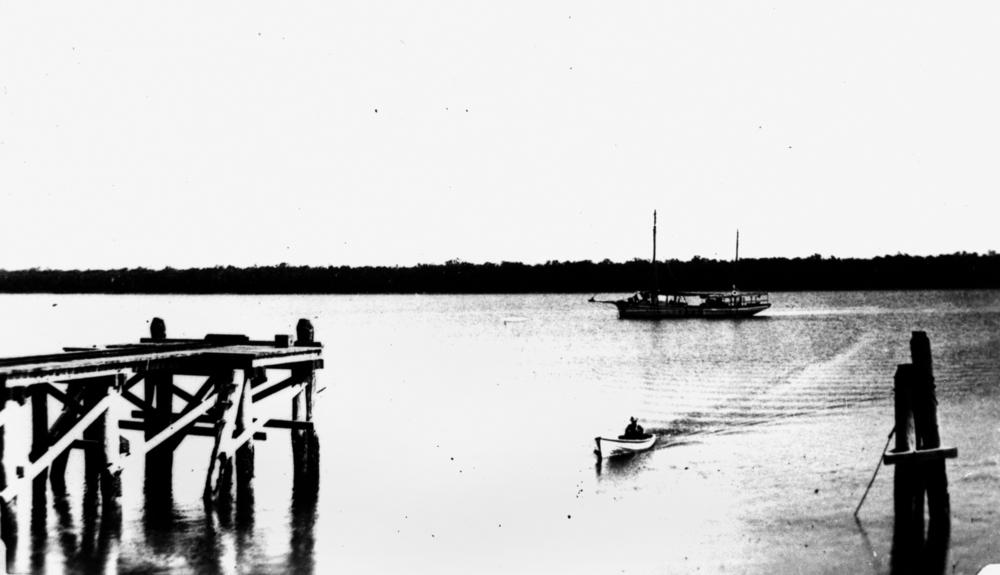
Melbidir II va ancorar a Karumba prop de la desembocadura del riu Norman

El terreny que voreja el golf és generalment pla i de poca alçada. A l'oest hi ha Terra d'Arnhem, l’extrem superior del Territori del Nord, i Groote Eylandt, l'illa més gran del golf. A l'est hi ha la península del Cap York i l'estret de Torres que uneix el golf amb el Mar del Corall. La zona del sud (com la península de Cape York, part de Queensland) es coneix com el País del Golf.
El país del Golf admet els boscos de sabana intactes més grans del món, així com les praderies natives, conegudes com la sabana tropical de Carpentària. Els boscos també s'estenen per la costa oest i est del golf. Estan dominats per espècies d'eucaliptus i melaleuca de la família myrtaceae.

### Clima
El clima és càlid i humid amb dues estacions anyals: l'estació seca comença a l'abril i dura fins al novembre. L'estació humida comença al desembre i s'allarga fins al març.

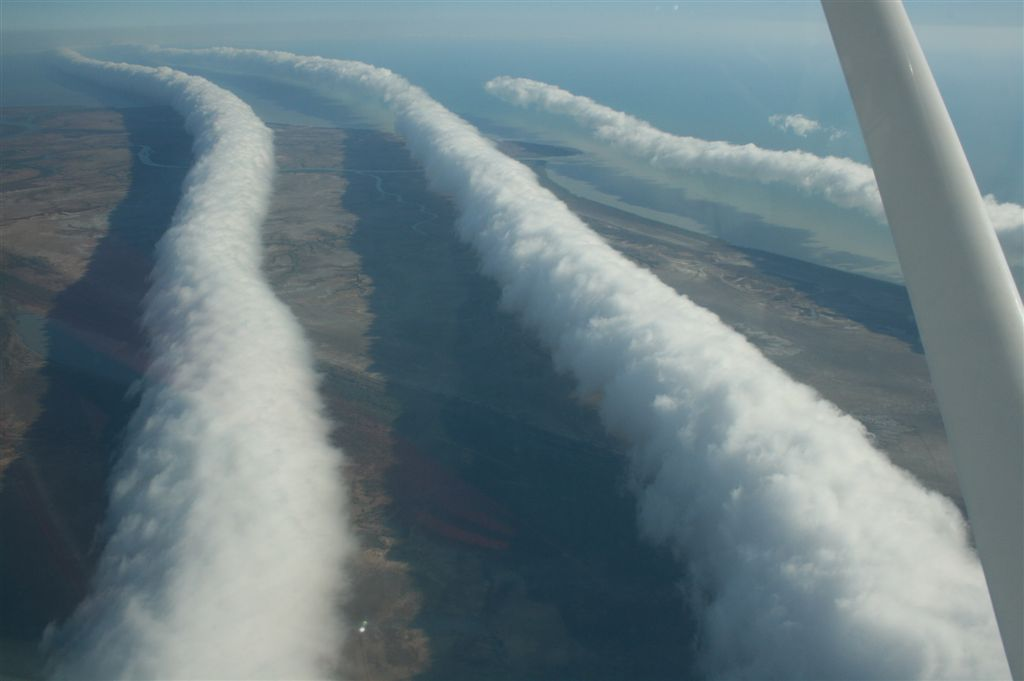
Una formació de núvols Morning Glory entre les ciutats de Burketown i Normanton, a Austràlia.

El clima és càlid i humit amb dues estacions a l'any. L'estació seca dura aproximadament des d'abril fins al novembre i es caracteritza per vents molt secs de sud-est a est, generats pels sistemes migratoris d'alta pressió hivernal cap al sud. L'estació humida dura de desembre a març. La major part de les precipitacions de l'any es comprimeixen en aquests mesos, i durant aquest període, moltes zones baixes s'inunden. El golf és propens als ciclons tropicals durant el període entre novembre i abril. El golf experimenta una mitjana de tres ciclons cada any que es creu que transporten sediments en el sentit de les agulles del rellotge al llarg de la costa del golf.
A moltes altres parts d'Austràlia, hi ha transicions climàtiques dramàtiques a distàncies força curtes. Les Serralades Australianes, que és paral·lela a tota la costa est i sud-est, és responsable del patró típic d'una franja costanera ben regada, una franja de muntanyes força estreta i després una extensa plana d'interior que rep poca pluja. Al país del Golf, però, no hi ha muntanyes que restringeixin les pluges a la banda costanera i la transició del creixement tropical profús de les zones costaneres als matolls àrids del centre d'Austràlia és gradual.
Al setembre i octubre apareix el núvol Morning Glory al sud del golf. El millor mirador per veure aquest fenomen és a la zona de Burketown poc després de l'alba. Durant l'estiu austral del 2015-2016, el manglar que voreja el sud del golf va patir danys considerables, probablement causats per una calor extrema i una baixada temporal del nivell del mar. Aquests esdeveniments estarien relacionats amb el fenomen El Niño.
S'ha plantejat la hipòtesi que el Golf va experimentar un esdeveniment important d'impacte d'asteroides l'any 536 dC.

### Els esculls de corall
Se sap que el golf de Carpentaria conté esculls aïllats i colònies de corall aïllades, però actualment no hi ha cap part a prop de la superfície ni esculls de barrera al golf. No obstant això, no sempre ha estat així. Les expedicions realitzades per Geoscience Australia el 2003 i el 2005 a bord del RV Southern Surveyor van revelar la presència d'una província d'esculls de corall submergit que cobria almenys 300 km² al sud del golf. Els esculls de pegat tenen les seves superfícies superiors a una profunditat mitjana d'aigua de 28,6 ± 0,5 m, no van ser detectats per satèl·lits o fotografies aèries, i només es van reconèixer mitjançant sonars multifeix complementats amb mostres de fons marí i vídeo. La seva existència apunta a una fase anterior del Quaternari tardà de creixement dels esculls en condicions de clima més fresc i nivell del mar més baix que les actuals.

### Rius principals

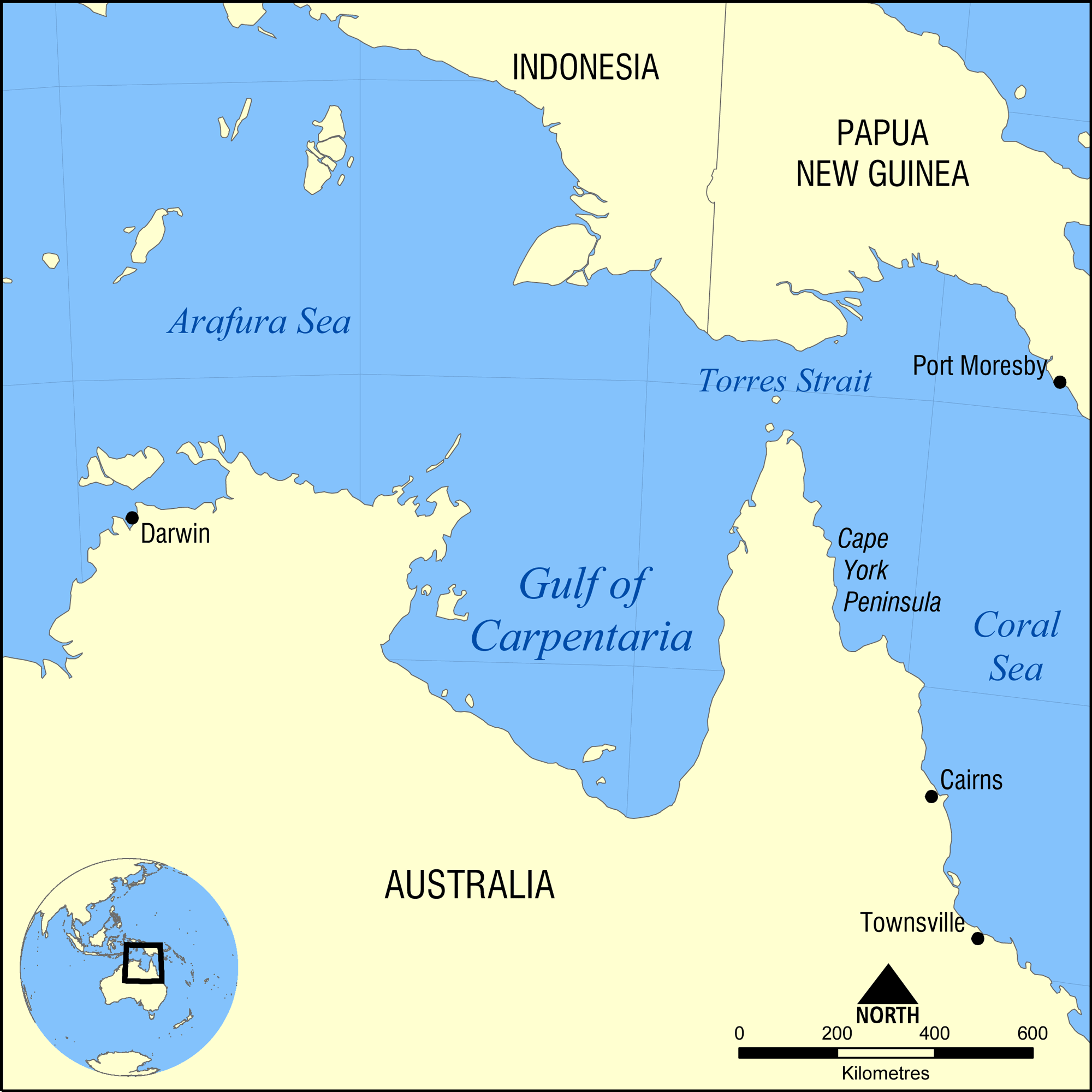
La ubicació del golf de Carpentaria. Cobreix una superfície d'aigua d'uns 300.000 km²

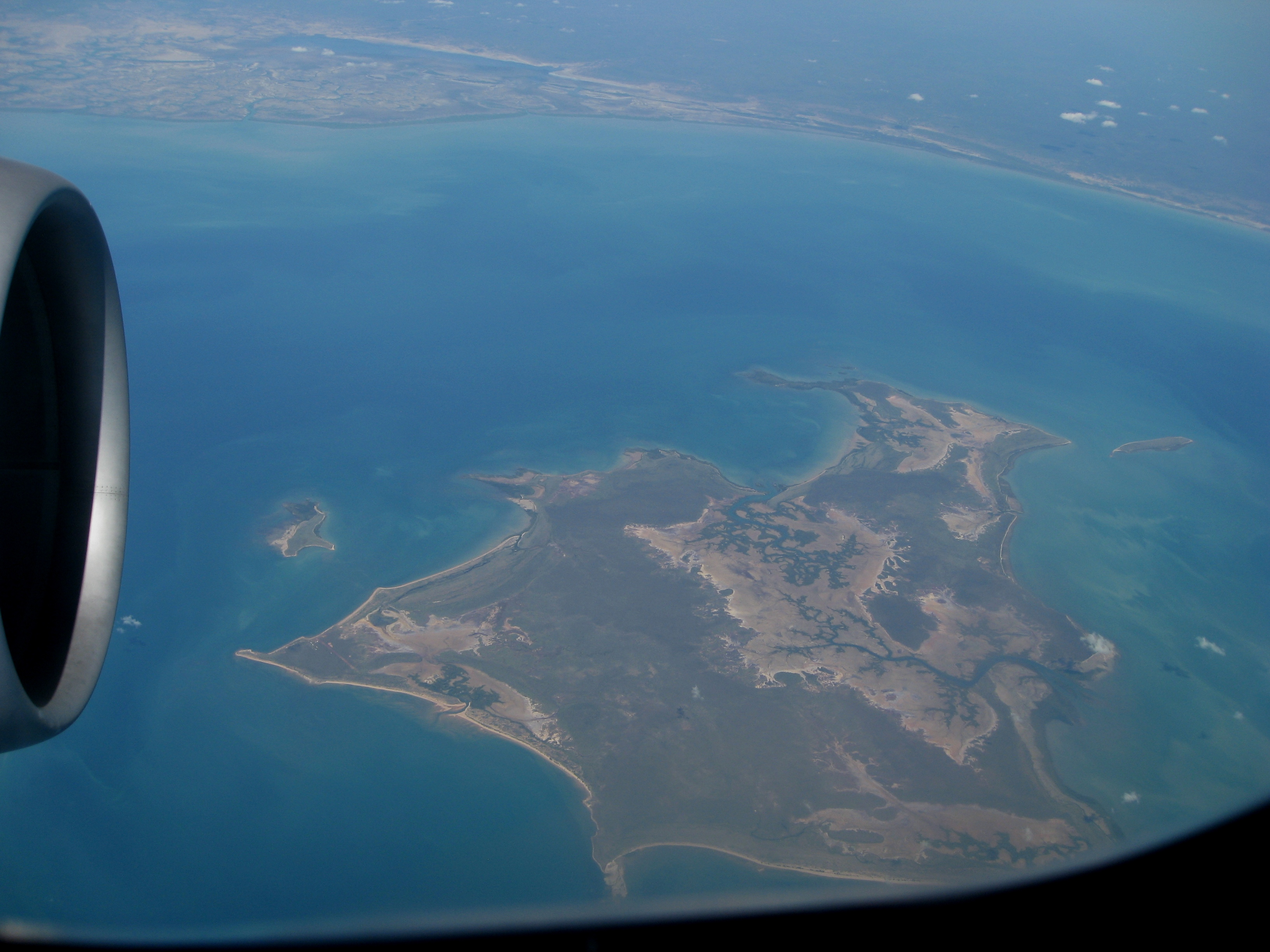
El golf de Carpentaria entre l'illa Bentinck i el continent australià

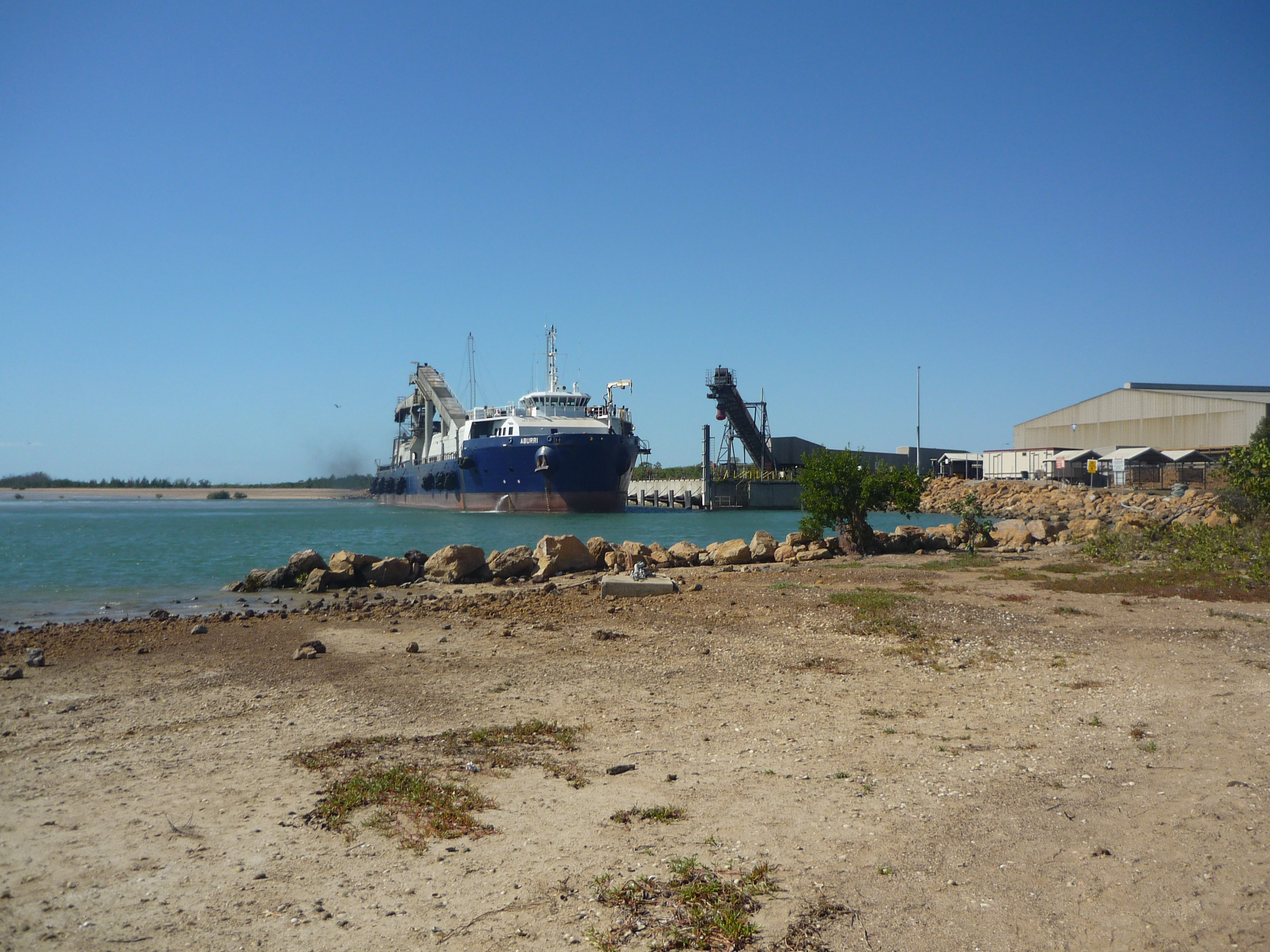
Càrrega de mineral de la mina de zinc del riu McArthur a la instal·lació de càrrega de Bing Bong, 2011

A l'extrem superior, el riu Roper, el riu Walker i el riu Wilton desemboquen al golf. El riu Cox, el riu Calvert, el riu Leichhardt, el riu McArthur, el riu Flinders, el riu Norman i el riu Gilbert desemboquen al Golf. Diversos rius flueixen de la península del cap York al golf, com ara el riu Smithburne, el riu Mitchell, el riu Alice, el riu Staaten, el riu Mission, el riu Wenlock i el riu Archer.
- Roper River
- Cox River
- Calvert River
- Leichhardt River
- McArthur River
- Flinders River
- Norman River
- Gilbert River
- Smithburne River
- Mitchell River
- Staaten River
- Mission River
- Wenlock River
- Archer River

### Fauna i flora

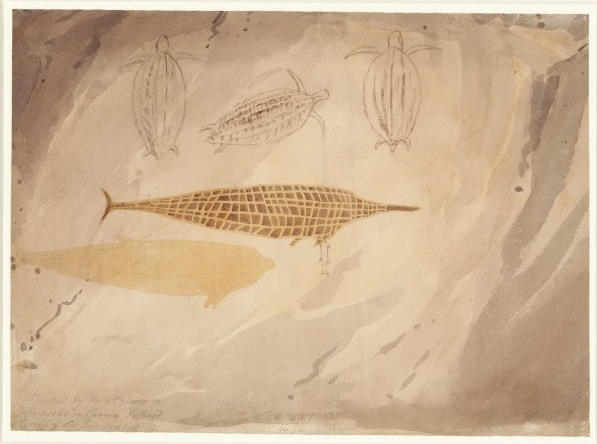
Dibuix d'art rupestre aborigen a Chasm Island, una illa de l'arxipèlag de Groote Eylandt

Les aigües i les costes del golf de Carpentària encara estan intactes i gairebé no estan influenciades pels humans. La fauna i la flora dins i fora de l'aigua es caracteritzen pel clima subtropical. Amb uns 17.000 animals, el Golf acull una de les més grans poblacions de dugongs. Encara no s'ha descrit una espècie semblant al cavallet de mar blanc.

## Indústria
Àmplies àrees de prats marins han permès operacions comercials de gambes al golf. El zinc, el plom i la plata s'extreuen de la mina de zinc del riu McArthur i s'exporten a través del Golf. Una altra mina de zinc, Century Zinc, es troba al golf del costat de Queensland de la frontera. Exporta el seu producte a través de la instal·lació portuària de Karumba. La indústria ramadera també és una part molt important de l'economia regional del golf.
Segons l'aleshores president de l'Organització de Pescadors Comercials del Golf de Carpentària, Gary Ward, el nombre d'albiraments de vaixells indonesis pescant il·legalment a les aigües del golf va augmentar a principis de 2005. L'any 2011, el nombre d'intercepcions il·legals de vaixells de pesca havia disminuït significativament pels esforços d'aplicació i als programes educatius a Indonèsia.

### Pla principal del port
El 2012, Carpentaria Rail va proposar un nou port important situat a l'oest de Karumba i una connexió ferroviària amb la província de North West Minerals. Els avantatges d'un port a Karumba en comparació amb Townsville era que estava tres o quatre dies més a prop d'Àsia a través de rutes marítimes. A més, s'està duent a terme l'ampliació del port de Bing Bong que dona servei a la mina de zinc del riu McArthur, guardonada amb el premi Terra del Territori del Nord.